# Györgyi Vertetics
Györgyi Vertetics, coniugata Horváthné (Budapest, 23 dicembre 1953), è un'ex cestista ungherese.

## Carriera
Con l'Ungheria ha disputato i Giochi olimpici di Mosca 1980.